# Деламанід
Деламанід (англ. Delamanid, лат. Delamanidum) — синтетичний препарат, який є похідним нітроімідазолу, та застосовується перорально. Деламанід схвалений для застосування в клінічній практиці з 2014 року в Європі, Японії та Південній Кореї для лікування мультирезистентного туберкульозу. В Україні деламанід схвалений для клічного застосування з січня 2019 року.

## Фармакологічні властивості
Деламанід — синтетичний протитуберкульозний препарат, який є похідним нітроімідазолу. Механізм дії препарату полягає в інгібуванні синтезу компонентів клітинної стінки мікобактерій, метоксиміколової і кетоміколової кислот, що спричинює бактерицидну дію щодо мікобактерій. Також деламанід ефективний щодо внутрішньоклітинних мікобактерій туберкульозу в макрофагах. Деламанід застосовується для лікування мультирезистентного туберкульозу, зокрема для лікування туберкульозу з резистентністю до фторхінолонів. Згідно даних клінічних досліджень, при застосуванні новіших препаратів для лікування туберкульозу деламаніду і бедаквіліну спостерігається значно вища ефективність лікування у випадках мультирезистентного туберкульозу як у дорослих, так і в дітей і підлітків. Деламанід також ефективний при застосуванні у хворих на туберкульоз, які живуть із ВІЛ. Проте при застосуванні деламаніду може спостерігатися серйозний побічний ефект — інтервалу QT на ЕКГ.

### Фармакокінетика
Деламанід відносно повільно всмоктується при пероральному прийомі. Біодоступність препарату значно збільшується при прийомі з їжею. Деламанід майже повністю (на 99,9 %) зв'язується з білками плазми крові. Точні дані щодо метаболічного профілю деламанду в людини відсутні. Встановлено, що препарат метаболізується в печінці, та не виводиться із сечею. Період напіввиведення деламаніду становить 30—38 годин, при важких порушеннях функції печінки цей час може збільшуватися.

## Покази до застосування
Деламанід застосовується у складі комбінованої терапії туберкульозу, спричиненого штамами мультирезистентної туберкульозної палички.

## Побічна дія
При застосуванні деламаніду найчастішими побічними ефектами є нудота, блювання, головний біль, безсоння, запаморочення, шум у вухах, гіпокаліємія, гастрит, зниження апетиту, загальна слабкість. Найсерйознішим побічним ефектом препарату є подовження інтервалу QT на ЕКГ.

## Протипоказання
Деламанід протипоказаний при підвищеній чутливості до препарату, зниженій кількості альбуміну в крові, а також при одночасному застосуванні з препаратами, які є індукторами CYP3A4.

## Форми випуску
Деламанід випускається у вигляді таблеток по 0,05 г.